# アルメニア高原
アルメニア高原（アルメニアこうげん、アルメニア語: Հայկական լեռնաշխարհ）、またはアルメニア台地は、3つの台地の集合が中央部で高まりを形成する、中東北部内陸の地形である。
西部にはカッパドキア東部からエーゲ海低岸までゆるやかに下降するアナトリア高原があり、南東部には標高600メートルから1500メートルまで急激に高まりをみせるイラン高原がある。
古典古代には、アルメニア人の一大居住域であったことから「大アルメニア」と呼ばれ、小アルメニア、キリキア、ソフェーネと共に4地域からなるアルメニア人地域の一部をなしていた。

## 地理
総面積は約40万平方km2。
かつては火山活動が盛んな地域であり、結果として今日では広範囲に渡る火山地形や山塊群がみられる。
更に、テクトニクスによってセヴァン湖、ヴァン湖、オルーミーイェ湖の3つの巨大湖も形成されており、アルメニア高原は水資源に恵まれた土地でもある。
酸性の温泉水には湯治の効能があるとされ、ジェルムクやアルズニでは湧水を利用したリゾート開発も行われている。
アルメニア高原の大部分はトルコの東アナトリア地方に属するが、イラン北西部、ジョージア南部、アゼルバイジャン西部、そしてアルメニア全域も領域に含んでいる。
広義には東トロス山とクルド山地までも領域に数えられる。
北東部は小カフカース山脈としても知られるアルメニアの文化の中心地である。その他にも、ジャヴァヘティ台地、カルス台地、ゲガム山脈、ヴァルデニス台地、カラバフ台地、アグダグ山塊 (uk) を内包する。

## 植生
今日のアルメニア高原はほぼ森林を欠いているが、古代に緑豊かであった面影は、ポントス山脈やクルド山地などに残されている。盆地部にはステップと半砂漠性の植生がみられ、川沿いには草原や低木の茂みも広がる。
山麓部のオアシスは綿やタバコの栽培に適し、エレブニ自然保護区にはコムギや他の栽培植物が野生化した植生がみられる。湿潤な風の吹く山腹ではマツやナラの林が優勢となっており、その他の場所はイバラやビャクシン属の茂みと岩場が点在する。茶色の土壌や塩生湿地にはピスタチオ、エノキ、サボテン類といった乾燥性亜熱帯型の森林も確認されている。

## 歴史
アルメニア高原は、伝統的にエデンの園の所在地と信じられていた。また「鉄器時代発祥の地」とも称され、最古の製鉄が紀元前2千年紀末には行われていたと考えられている。『ギルガメシュ叙事詩』では、メソポタミア神話の地アラッタはアルメニア高原に位置するとされている。
また、この地で採れるアンズはローマ人によって prunus armenicus（アルメニアのスモモ）と呼ばれ、ヨーロッパへも輸出される特産品であった。
古典古代から中世に渡って、アルメニア高原はパルティア帝国、サーサーン朝、東ローマ帝国、イスラーム帝国など様々な支配者による統治を経験した。さらに時代が下ると、高原全域はサファヴィー朝とオスマン帝国による争いの舞台とされ、1639年までのオスマン・サファヴィー戦争の結果、カスレ・シーリーン条約によって、高原の西アルメニア部分がオスマン領とされた。19世紀後半になると、オスマンの支配から外れていた領域の高原は、4度に渡るロシア・ペルシャ戦争の結果として、ガージャール朝からロシア帝国の手に移っている。また、アルメニア高原は戦略的要衝であったばかりでなく、カスピ海からアララト平野を経由して黒海へ至るまでの、陸上貿易の輸送路としても活用されていた。
第一次世界大戦はオスマン領内でアルメニア人虐殺が発生したが、「東アナトリア」という地域名はその隠滅のために作り出されたものである、と歴史家のリチャード・G・ホヴァニスィアンは主張している。その後のアルメニア高原はトルコ、ソビエト連邦とイランによって分割されていたが、1991年のソビエト連邦の崩壊に伴い、ソ連領となっていた部分はさらにジョージア（グルジア）、アゼルバイジャン、そしてアルメニアへと分割された。